# ویلیام (ویرجینیای غربی)
ویلیام (به انگلیسی: William) یک منطقهٔ مسکونی در ایالات متحده آمریکا است که در شهرستان توکر، ویرجینیای غربی واقع شده‌است.